# バイオニック
『バイオニック』（Bionic,表記は『···{Bi~on~ic}』）は、アメリカ合衆国の歌手クリスティーナ・アギレラの4枚目のアルバム。オリジナル・アルバムとしては『バック・トゥ・ベーシックス』以来約4年振りの発売となる。発売元はRCAレコード（アメリカ）。

## 背景
2008年11月に自身初となるベスト盤『キープス・ゲッティン・ベター〜グレイテスト・ヒッツ』をリリースした彼女だが、実はその9ヶ月前（同年2月）からビバリーヒルズにある自宅で今作のレコーディングを開始していた。ベスト盤リリース後のインタビューでは「全曲新曲を取り揃えているのよ。2009年の夏にはリリースできればと考えているわ。」と語っていた。そして、そのアルバムのコンセプトが「未来」である事もこの時点で明らかになっている。2009年8月にはアルバムが最終調整に入っていることや、様々なアーティストとコラボレーションしている事が判明。インタビューではその中のひとりであるシーアについて「今回のアルバムで一緒にたくさんの仕事をしたの。彼女は完璧な宝石よ。本当に侮れない才能のある存在なの。彼女との仕事をすごく楽しんだし、本当に超クレイジーなマジックを一緒に創ることができたように思うわ。」と語っている。 その他にもサンティゴールド、M.I.A.、レディトロンといった、彼女が尊敬するアーティスト達とのコラボレーションが実現している事も示唆した。
2009年10月、Rap-Up.comでプロデューサーであるトリッキー・スチュワートはアギレラの新作を「彼女の最高傑作の1つ」と称賛した。インタビューでは「彼女はまた、いろいろミックスしているんだ。再びR&Bもポップも歌っている。全てを網羅しているけど、その全てを中間で合わせることに成功しているんだ。あまりに様々な要素が入っているからね。」と語っている。また、ラッパーのフロー・ライダーが新作に関与していることも記されている。
2010年1月に雑誌『Marie Claire』にて、新作のタイトルが『Bionic』であることを公表。新作ではよりソフトな歌い方に挑戦したという。「"抑えた歌い方"は、過去には怖くてできなかったこと」だというが、「今の私は前よりももろく、同時に、前よりも強いの」と説明している。同年3月25日に公式サイトにて、アルバムの発売日が6月8日に決定したことが公表された。

### セールス
全米チャートではアギレラの首位が確実視されていたが、結果は予想に反し初動11万枚で初登場3位と振るわなかった。前作『バック・トゥー・ベーシックス』の初動が34万枚を記録し首位を獲得していただけに、今作の不振ぶりが目立ってしまうことになった。
全英チャートでは初登場1位を獲得したものの、セールスは2万枚に留まり、全英過去最低の首位初動アルバムとなってしまった。

### シングル
1.ノット・マイセルフ・トゥナイト - 2010年3月23日にアギレラのオフィシャルサイトにおいて、本アルバムからの先行シングルとして発表された楽曲。CDジャケットはモノクロ仕様で、アギレラが悪魔に扮してセクシーなポーズをとっている。プロデュースは世界的ヒット・メーカー、ポロウ・ダ・ドンが手がけている。
2.ユー・ロスト・ミー - 同年6月18日にシングル・カットするとオフィシャルサイトで発表した。今作はオーストラリアの人気シンガー、シーアとの共作によるものである。

### プロモーション・シングル
1.ウーフー - アメリカとヨーロッパの一部の国で、セカンドシングルとしてアルバム発売前に急遽先行リリースされた。最終的にプロモーション・シングルという扱いとなりPVも製作されていない。客演で人気女性ラッパー、ニッキー・ミナージュが参加している。
2.アイ・ヘイト・ボーイズ - ニュージーランドとオーストラリアでシングルカットされた。PVは製作されていない。

## 収録曲

### 通常盤
| #         | タイトル                                     | 作詞・作曲                                                                               | プロデューサー           | 時間  |
| --------- | -------------------------------------------- | ---------------------------------------------------------------------------------------- | ------------------------ | ----- |
| 1.        | 「バイオニック」                             | クリスティーナ・アギレラ、ジョン・ヒル、デイヴ・テイラー、カリーナ・ハーパー             | ジョン・ヒル、スイッチ   | 3:21  |
| 2.        | 「ノット・マイセルフ・トゥナイト」           | ジャマル・ジョーンズ、エスター・ディーン、ジェイソン・ペリー、グレッグ・カーティス       | ポロウ・ダ・ドン         | 3:05  |
| 3.        | 「ウーフー」(featuring ニッキー・ミナージュ) | アギレラ、ジョーンズ、ディーン、クラウド・ケリー、ミナージュ                             | ポロウ・ダ・ドン         | 5:28  |
| 4.        | 「エラスティック・ラヴ」                     | アギレラ、M.I.A.、ヒル、テイラー                                                         | ジョン・ヒル、スイッチ   | 3:34  |
| 5.        | 「デスヌダテ」                               | アギレラ、クリストファー・"トリッキー"・スチュワート、ケリー                             | トリッキー・スチュワート | 4:25  |
| 6.        | 「ラヴ&グラマー(イントロ)」                  |                                                                                          |                          | 0:11  |
| 7.        | 「グラム」                                   | アギレラ、スチュワート、ケリー                                                           | トリッキー・スチュワート | 3:40  |
| 8.        | 「プリマドンナ」                             | アギレラ、スチュワート、ケリー                                                           | トリッキー・スチュワート | 3:26  |
| 9.        | 「モーニング・デザート(イントロ)」           | フォーカス...                                                                            | フォーカス...            | 1:33  |
| 10.       | 「セックス・フォー・ブレックファースト」     | アギレラ、ノエル・"ディテール"・フィッシャー・ジュニア                                   | フォーカス...            | 4:49  |
| 11.       | 「リフト・ミー・アップ」                     | リンダ・ペリー                                                                           | リンダ・ペリー           | 4:07  |
| 12.       | 「マイ・ハート(イントロ)」                   |                                                                                          |                          | 0:19  |
| 13.       | 「オール・アイ・ニード」                     | アギレラ、シーア・ファーラー、サミュエル・ディクソン                                     | サミュエル・ディクソン   | 3:33  |
| 14.       | 「アイ・アム」                               | アギレラ、ファーラー、ディクソン                                                         | サミュエル・ディクソン   | 3:52  |
| 15.       | 「ユー・ロスト・ミー」                       | アギレラ、ファーラー、ディクソン                                                         | サミュエル・ディクソン   | 4:17  |
| 16.       | 「アイ・ヘイト・ボーイズ」                   | アギレラ、ジョーンズ、ディーン、ウィリアム・テイラー、ビル・ウィリングス、J・J・ハンター | ポロウ・ダ・ドン         | 2:24  |
| 17.       | 「マイ・ガールズ」(featuring ピーチーズ)     | アギレラ、キャスリーン・ハンナ、ヨハンナ・フェイトマン、JD・サムスン、ピーチーズ         | ル・ティグラ             | 3:08  |
| 18.       | 「ヴァニティー」                             | アギレラ、ディーン、ケリー                                                               | エスター・ディーン       | 4:22  |
| 合計時間: | 合計時間:                                    | 合計時間:                                                                                | 合計時間:                | 59:27 |

### デラックス版
| #         | タイトル                           | 作詞・作曲                                                                                   | プロデューサー         | 時間  |
| --------- | ---------------------------------- | -------------------------------------------------------------------------------------------- | ---------------------- | ----- |
| 19.       | 「マンデー・モーニング」           | アギレラ、 サンティ・ホワイト、ヒル、テイラー、サム・エディコット                            | ジョン・ヒル、スイッチ | 3:54  |
| 20.       | 「バブルヘッド」                   | アギレラ、ホワイト、ヒル、テイラー                                                           | ジョン・ヒル、スイッチ | 3:02  |
| 21.       | 「バーズ・オブ・プレイ」           | アギレラ、キャシー・デニス、ヘレン・マーニー、ダニエル・ハント、ミラ・アロヨ、ルーベン・ウー | レディトロン           | 4:19  |
| 22.       | 「ストロンガー・ザン・エヴァー」   | アギレラ、ファーラー、ディクソン                                                             | サミュエル・ディクソン | 4:16  |
| 23.       | 「アイ・アム(ストリップト)」       | アギレラ、ファーラー、ディクソン                                                             | サミュエル・ディクソン | 3:55  |
| 24.       | 「リトル・ドリーマー」(iTunes限定) | アギレラ、デニス、ハント、ウー                                                               | レディトロン           | 4:11  |
| 合計時間: | 合計時間:                          | 合計時間:                                                                                    | 合計時間:              | 83:05 |

## チャート
| チャート (2010年)             | 最高 順位 |
| ----------------------------- | --------- |
| Australian Albums Chart       | 3         |
| Austrian Albums Chart         | 3         |
| Belgium Flanders Albums Chart | 4         |
| Belgium Wallonia Albums Chart | 23        |
| Czech Albums Chart            | 4         |
| Canadian Albums Chart         | 3         |
| Danish Albums Chart           | 12        |
| Dutch Albums Chart            | 6         |
| European Top 100 Albums       | 1         |
| Finnish Albums Chart          | 10        |
| French Albums Chart           | 23        |
| German Albums Chart           | 6         |
| Greek Albums Chart            | 1         |

| チャート (2010年)        | 最高 順位 |
| ------------------------ | --------- |
| Hungarian Albums Chart   | 12        |
| Irish Albums Chart       | 4         |
| Italian Albums Chart     | 8         |
| 日本 オリコンチャート    | 6         |
| New Zealand Album Charts | 6         |
| Norwegian Album Charts   | 20        |
| Polish Albums Chart      | 9         |
| Spanish Albums Chart     | 4         |
| Swedish Albums Chart     | 9         |
| Swiss Albums Chart       | 2         |
| UK Albums Chart          | 1         |
| US Billboard 200         | 3         |

### チャート推移
| 先代 ジャック・ジョンソン『トゥ・ザ・シー』 | UK Albums Chart 第1位 2010年6月13日 - 20日  | 次代 オアシス『タイム・フライズ…1994-2009』 |
| 先代 ジャック・ジョンソン『トゥ・ザ・シー』 | European Top 100 Albums 第1位 2010年6月26日 | 次代 ケイティ・メルア『The House』          |
| 先代 ソウルフライ『オーメン』               | Greek Albums Chart 第1位 2010年6月21日      | 次代 オアシス『タイム・フライズ…1994-2009』 |